# 清川八郎 (映画)
『清川八郎』（きよかわはちろう）は1930年に日本で制作されたサイレント映画。清川八郎を主人公にした時代劇である。

## スタッフ
- 監督 : 石田民三
- 脚本 : 石田民三
- 原作 : 三上於菟吉
- 撮影 : 山中真男

## キャスト
- 清川八郎 : 青柳竜太郎
- 伊牟田尚平 : 八幡順一郎
- 安積五郎 : 市川寿三郎
- 木村継次 : 菊池双三郎
- 斉藤熊三郎 : 永富雅典
- 木橋三八郎 : 片岡左衛門
- 信濃屋宇兵衛 : 市川花紅
- 繁公 : 阪東太郎
- 初公 : 若月輝夫
- 大木遠一郎 : 東正二郎
- 小曽田源次 : 河原崎栄三郎
- 霞屋鉄造 : 片岡京十郎
- 和国宗匠 : 尾上紋弥
- お吉 : 原駒子
- 浪路 : 木下双葉
- お蓮 : 住之江田鶴子
- 小仙 : 小島一代